# Bataille de Talladega
Guerre Creek
Batailles
Guerre Creek :
- Burnt Corn
- Fort Mims
- Bashi Skirmish (en)
- Tallushatchee
- Talladega
- Canoe Fight (en)
- Autossee
- Holy Ground
- Calebee Creek
- Emuckfaw et Enotachopo Creek (en)
- Horseshoe Bend

La bataille de Talladega est une bataille de la guerre Creek qui opposa le 9 novembre 1813 les Red Sticks, un groupe de Creeks, à une milice du Tennessee à proximité de la ville actuelle de Talladega en Alabama.